# 鎗火
《鎗火》（英語：The Mission）是一部於1999年上映的香港電影，由杜琪峯擔任導演，以及由黃秋生、吳鎮宇、呂頌賢、張耀揚、林雪和任達華主演。
2005年，本片獲香港電影金像獎協會票選為「最佳華語片一百部」第14名。2011年，本片獲香港電影資料館列入「百部不可不看的香港電影」之一。

## 故事大綱
黑幫龍頭文哥（高雄飾）被殺手追殺，弟南哥（任達華飾）為了兄長安全，安排了五個人做保鏢，並吩咐他們查出幕後主腦。這五人分別是阿鬼（黃秋生飾）、Mike（張耀揚飾）、阿來（吳鎮宇飾）、阿信（呂頌賢飾）和阿肥（林雪飾）。阿鬼是文哥以前的手下，江湖經驗豐富，智勇雙全；Mike是神槍手，膽識過人；阿肥是槍械專家；阿來和阿信則是新進黑道勢力，敢打敢拼。
五人同心協力，冒着生命危險粉碎了殺手多次進攻，並在最後一次反擊中一舉將殺手擒獲，查出幕後主腦原來是與文哥父輩一起打天下的肥祥（王天林飾）。歷盡艱險，終於完成了任務，五個互不相關的江湖中人成了肝膽相照的好友。然而，當阿南交付酬勞時告訴阿鬼，阿信在保護文哥的過程中與文嫂（施綺蓮飾）勾搭上了，要求阿鬼執行家法，取阿信性命，阿鬼答應了下來。阿來收到消息後，卻直接找上阿鬼，說阿信是自己的好兄弟，不准阿鬼動一根汗毛。阿鬼堅持要執行家法，Mike和阿肥各為其主下分別支持阿來和阿鬼，五個同生共死的弟兄轉眼間要反目成仇，最後約定在一家小餐廳作個了斷。小餐廳裏，阿來與阿鬼還是話不投機，五人各自用槍指着對方的頭……

## 演員列表
- 黃秋生　飾　阿鬼
- 吳鎮宇　飾　阿來
- 呂頌賢　飾　阿信
- 張耀揚　飾　Mike
- 林雪　　飾　阿肥
- 任達華　飾　南哥
- 高雄　　飾　文哥
- 王天林　飾　肥祥
- 施綺蓮　飾　文嫂
- 佐滕佳次　飾　殺手
- 艾威　飾　警察
- 羅永昌　飾　餐廳東主
- 邱萬城　飾　文哥手下
- 鄭家生　飾　殺手

## 製作
當中一幕位處荃灣廣場的鎗戰戲，長達5分鐘有多，有別過往鎗戰追求的速度感爆炸力，這幕以慢制快，是港產片的經典場面之一。杜琪峰曾經在一個公開場合重提這幕的誕生，完全是沒有計算，都是陰差陽錯下去到現場即拍即成。
杜琪峯解釋另有別情，當年的製作費由邱復生出資，只有250萬港元。他说「點解會有這一幕，真正原因是無錢，當時開多一槍都不可，要計住計住。手頭上只有4萬呎菲林要完成這部戲，剪頭剪尾後最多得3萬多呎。於是我跟所有演員講，大家只可以NG 1次到2次，因為要預多少少給林雪。還要不准亂開槍，我叫開才好開，每粒子彈都好貴，不要見過癮便猛開。」

## 獎項
| 年份 | 頒獎典禮                  | 獎項         | 獲提名 | 結果 |
| ---- | ------------------------- | ------------ | ------ | ---- |
| 2000 | 第19屆香港電影金像獎      | 最佳電影     |        | 提名 |
| 2000 | 第19屆香港電影金像獎      | 最佳導演     | 杜琪峯 | 獲獎 |
| 2000 | 第19屆香港電影金像獎      | 最佳男配角   | 林雪   | 提名 |
| 2000 | 第19屆香港電影金像獎      | 最佳動作設計 | 鄭家生 | 提名 |
| 2000 | 第19屆香港電影金像獎      | 最佳剪接     | 陳志偉 | 提名 |
| 2000 | 第19屆香港電影金像獎      | 最佳原創音樂 | 鍾志榮 | 提名 |
| 2000 | 第6屆香港電影評論學會大獎 | 最佳電影     |        | 獲獎 |
| 2000 | 第6屆香港電影評論學會大獎 | 最佳導演     | 杜琪峯 | 獲獎 |
| 2000 | 第6屆香港電影評論學會大獎 | 最佳男演員   | 黃秋生 | 提名 |
| 2000 | 第5屆香港電影金紫荊獎     | 最佳影片     |        | 獲獎 |
| 2000 | 第5屆香港電影金紫荊獎     | 最佳導演     | 杜琪峯 | 獲獎 |
| 2000 | 第5屆香港電影金紫荊獎     | 最佳男配角   | 張耀揚 | 獲獎 |
| 2000 | 第5屆香港電影金紫荊獎     | 最佳攝影     | 鄭兆強 | 獲獎 |
| 2000 | 第5屆香港電影金紫荊獎     | 十大華語片   |        | 獲獎 |
| 2000 | 第1屆华语电影传媒大奖     | 最佳編劇     | 游乃海 | 獲獎 |
| 2000 | 第37屆金馬獎              | 最佳劇情片   |        | 提名 |
| 2000 | 第37屆金馬獎              | 最佳導演     | 杜琪峯 | 獲獎 |
| 2000 | 第37屆金馬獎              | 最佳男主角   | 吳鎮宇 | 獲獎 |
| 2000 | 第37屆金馬獎              | 最佳男配角   | 林雪   | 提名 |
| 2007 | 香港特區十周年電影選舉    | 最佳電影     |        | 提名 |
| 2007 | 香港特區十周年電影選舉    | 最佳導演     | 杜琪峯 | 獲獎 |

## 外部連結
- 香港影庫上《鎗火》的資料（繁體中文）
- 開眼電影網上《鎗火》的資料（繁體中文）
- AllMovie上《鎗火》的资料（英文）
- 爛番茄上《鎗火》的資料（英文）
- 互联网电影数据库（IMDb）上《鎗火》的资料（英文）
- 豆瓣电影上《鎗火》的資料 （简体中文）